# Florent Sinama-Pongolle
Florent Sinama-Pongolle, né le 20 octobre 1984 à Saint-Pierre (Réunion), est un footballeur international français évoluant au poste d'attaquant.

## Biographie

### Enfance et formation
Originaire de La Réunion, il fait ses premiers pas de footballeur à la Jeunesse sportive saint-pierroise. À son arrivée en métropole, il fait ses classes en tant que jeune au Havre et s'impose progressivement comme un futur espoir. Très vite, il forme avec Anthony Le Tallec une paire de jeunes attaquants efficaces et prometteurs qui attire l'œil des recruteurs étrangers. En mai 1999, avec Le Tallec, il est finaliste de la Coupe nationale des 14 ans avec la sélection de la Ligue de Normandie. Il s'incline 2-0 en finale face à la Ligue de Paris-IDF menée par Mourad Meghni et Jacques Faty. Il est l'auteur d'une impressionnante prestation dans le Championnat d'Europe des moins de 16 ans en mai 2001 et d'un titre lors de la Coupe du monde des moins de 17 ans en octobre 2001 où il inscrit neuf buts dont un en finale, et se voit désigné meilleur joueur de la compétition. Liverpool fait une offre pour la paire Le Tallec/Sinama-Pongolle assortie d'un prêt deux ans à leur club formateur, offre qui est acceptée par Le Havre.
Il débute dans les rangs professionnels à 17 ans en Ligue 2 et participe en inscrivant 2 buts en 10 matchs à la montée dans l'élite du club doyen. La saison suivante, en Ligue 1, le joueur démontre tout son potentiel en devenant un cadre et participant presque à l'intégralité des rencontres (31 matchs) et inscrivant 5 buts. Toutefois, il ne peut sauver le club qui se voit reléguer à l'ultime journée de championnat. 

#### Débuts difficiles Outre-Manche
Florent Sinama-Pongolle quitte Le Havre et signe à Liverpool en 2003 en même temps qu'Anthony Le Tallec. Gérard Houllier est alors manager du club britannique. Il apparait par intermittences en équipe première.
Mais en 2005, Gérard Houllier quitte le club et est remplacé par Rafael Benítez. Le nouvel entraîneur préfère aligner Fernando Morientes ou Peter Crouch plutôt que le jeune Français, et le temps de jeu de ce dernier s'en ressent. Il s'engage alors le 31 janvier 2006 avec l'équipe anglaise des Blackburn Rovers pour un prêt de six mois.

#### La confirmation en Espagne
Semblant stagner en Angleterre où il peine à dépasser la dizaine de matchs disputés, Sinama-Pongolle tente de se relancer dans un nouveau pays :  en juin 2006, il signe au Recreativo de Huelva, le club doyen du football espagnol. Il y marque douze buts en vingt titularisations. À la suite de ces bonnes performances, le club espagnol lève l’option d’achat de quatre millions d’euros proposée par Liverpool FC pour s’attacher définitivement ses services, et ce pour une durée de quatre ans.
Le 20 mars 2008, il est sélectionné dans la liste élargie de l'équipe de France (Équipes A et A') par Raymond Domenech pour remplacer Louis Saha, encore convalescent. Le 25 mars 2008, il participe à un match de l'équipe de France A' face au Mali (3-2) ; au cours de ce match, il inscrit un but, provoque un penalty et fait une passe décisive.
Très convoité durant le mercato estival, il s'engage avec l'Atlético de Madrid le 3 juillet 2008 pour un montant de huit millions d'euros.
Il trouve le chemin des filets dès son premier match avec les Colchoneros. Mais, concurrencé par Diego Forlán et Sergio Agüero, l'attaquant français, quitte l'Atlético de Madrid en janvier 2010 pour le Sporting Clube de Portugal pour 6,5 millions d'euros. Après 6 matchs et 1 but dans le championnat portugais, le club annonce qu'il ne jouera sans doute plus jusqu'à la fin de la saison après le grave accident de sa fille, tombée dans le coma, en France.
En août 2010, moins en vue à l'Atlético, il est prêté au club espagnol du Real Saragosse où il fait une saison moyenne.

#### Prêt à l'AS Saint-Étienne
Le 25 juin 2011, Florent Sinama-Pongolle est prêté un an avec option d'achat à l'AS Saint-Étienne. Il dispute son premier match avec les Verts lors de la première journée de Ligue 1, le 7 août 2011 face aux Girondins de Bordeaux au stade Chaban-Delmas. Il inscrit son premier but sous le maillot vert contre l'OGC Nice sur penalty lors de la 14e journée, avant de marquer un second but contre l'AC Ajaccio lors de la journée suivante.
Le 22 mai 2012, Christophe Galtier et Roland Romeyer annoncent qu'il ne sera pas conservé dans l'équipe l'année suivante.

#### Retour au Sporting Portugal
Après la saison 2011-2012 à Saint-Étienne, il est de retour de prêt au Sporting Portugal. Le 30 août 2012, le Sporting annonce officiellement avoir trouvé un accord avec Florent Sinama-Pongolle pour la résiliation de son contrat.

#### Arrivée au FK Rostov
Le 5 septembre 2012, il s'engage pour une durée de deux ans avec le FK Rostov, club de première division russe. Il subit une rupture d'un ligament croisé en mars 2013.

#### Chicago Fire
Le 6 septembre 2014, il signe avec la Major League Soccer et le Chicago Fire. Il dispute sa première rencontre lors du match nul 3-3 de Chicago face à DC United le 21 septembre 2014.

#### Lausanne Sport
Le 28 janvier 2015, Sinama-Pongolle rejoint la Suisse et sa deuxième division au sein du FC Lausanne-Sport. Mais quelques jours après son arrivée, il est victime d'une rupture des ligaments croisés du genou droit lors d'un entraînement. Finalement, il ne jouera aucune minute pour le club suisse.

#### Dundee United
Le 27 novembre 2015, il signe en faveur du club écossais du Dundee United FC. Dans une équipe à la peine en championnat, il joue peu (4 matchs seulement) et ne peut empêcher la relégation de son club.

#### Chainat Hornbill
Sans contrat, il accepte une offre thaïlandaise (Chainat Hornbill Football Club) et s'impose très vite comme l'un des meilleurs buteurs du championnat. Malgré ses 13 buts en 10 matchs lors de sa première saison, il ne peut empêcher le club de descendre en deuxième division. Il parvient à faire la remontée immédiate avec son club en 2017 et à rafler le titre de champion. Son aventure dans le club se termine le 1er décembre 2018 avec la fin de son contrat.

#### Retour à la Réunion dans son club formateur
Fin janvier 2019, Florent décide de rentrer à la Réunion et s'est engagé avec un de ces clubs formateurs, la JS Saint-Pierroise quadruple champion de la Réunion en titre. Il fait sa première apparition en Régionale 1 le 31 mars 2019 face au Saint-Denis FC, il aurait même pu inscrire son premier but sur pénalty, mais il l'a manqué. Florent inscrit son premier but lors de la 5e journée face à la Jeanne d'Arc. Malheureusement, l'expérience tourne court, il ne réussit pas à s'adapter au championnat réunionnais.

#### Consultant
En 2019, il devient consultant pour Canal+. Il intervient dans la nouvelle émission consacrée à la Premier League, King of the day, programmée le dimanche à 23 h 15 et présentée par Laurie Delhostal et Nicolas Tourriol.

### Vie privée
Il est le cousin par alliance des frères Anthony et Damien Le Tallec, eux aussi footballeurs.

## Statistiques

### Matchs internationaux
| # | Date            | Lieu                                 | Adversaire | Résultat | Compétition  | Notes                                                     |
| - | --------------- | ------------------------------------ | ---------- | -------- | ------------ | --------------------------------------------------------- |
| 1 | 14 octobre 2008 | Stade de France, Saint-Denis, France | Tunisie    | V 3 - 1  | Match amical | Entre en jeu à la place de Karim Benzema à la 69e minute. |

## Palmarès

### En club
- Liverpool FC
  - Vainqueur de la  Supercoupe de l'UEFA en 2005
  - Vainqueur de la Ligue des champions de l'UEFA en 2005
  - Vainqueur du Community Shield en 2006
  - Finaliste de la Coupe du Monde des clubs en 2005
- FK Rostov
  - Vainqueur de la Coupe de Russie en 2014

- Chainat Hornbill
  - Vainqueur de la Thai League 2 en 2017

- JS Saint-Pierroise
  - Vainqueur du Championnat de la Réunion en 2019

### En sélection
- Vainqueur de la Coupe du monde des moins de 17 ans en 2001.
- Finaliste de l'Euro des moins de 16 ans en 2001